# 斑紋澤鯰
斑紋澤鯰，為輻鰭魚綱鯰形目鯨形鯰科的其中一種，分布於南美洲委內瑞拉、蓋亞那、蘇利南、法屬圭亞那、巴西、秘魯、厄瓜多的淡水流域，體長可達7.3公分，棲息在森林覆蓋、有沉積物、流動緩慢的溪流，於夜間活動，屬肉食性，以昆蟲為食。

## 擴展閱讀
維基物種上的相關：斑紋澤鯰